# Taeniophyllum hirtum
Taeniophyllum hirtum är en orkidéart som beskrevs av Carl Ludwig von Blume. Taeniophyllum hirtum ingår i släktet Taeniophyllum och familjen orkidéer. Inga underarter finns listade i Catalogue of Life.